# Saranjīrak
Saranjīrak är en ort i Iran.   Den ligger i provinsen Kermanshah, i den västra delen av landet, 400 km väster om huvudstaden Teheran. Saranjīrak ligger 1 645 meter över havet och antalet invånare är 162.
Terrängen runt Saranjīrak är kuperad, och sluttar västerut. Runt Saranjīrak är det ganska tätbefolkat, med 56 invånare per kvadratkilometer. Närmaste större samhälle är Harsīn, 10,4 km norr om Saranjīrak. Omgivningarna runt Saranjīrak är i huvudsak ett öppet busklandskap.